# بات باريت (ملاكم)
بات باريت (بالإنجليزية: Pat Barrett)‏ مواليد 22 يوليو 1967 في مانشستر، هو ملاكم محترف بريطاني سابق صنّف ضمن فئة وزن خفيف الوسط.

## إحصائيات
خاض خلال مسيرته 42 نزالا، فاز في 37 وتعادل في 1 وخسر في 4. فاز بالضربة القاضية في 28 نزالا.

## روابط خارجية
- بات باريت على موقع بوكس ريك (الإنجليزية) (registration required)